# Alfred Elmore

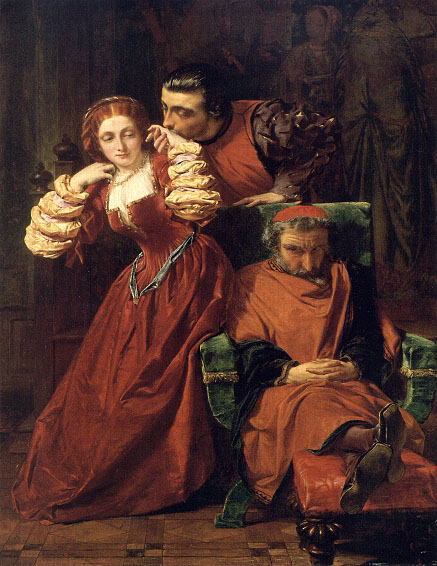
Two Gentlemen of Verona

Alfred Elmore (ur. 18 czerwca 1815 w Clonakilty, zm. 24 stycznia 1881 w Londynie) – angielski malarz wiktoriański. Studiował w Paryżu, Monachium i Rzymie. Malował obrazy historyczne.